# Shannon Stubbs
Shannon Stubbs, née le 8 décembre 1979 près de Chipman, Alberta dans le comté de Lamont, est une femme politique canadienne. Depuis les élections fédérales canadiennes de 2015, elle est la députée de la circonscription fédérale de Lakeland à la Chambre des communes pour le Parti conservateur du Canada.

## Biographie
Shannon Stubbs est la fille de Bruce Stubbs, ancien chef du Parti de l'Alberta, et la petite fille d'Eileen Stubbs, ancienne mairesse de Dartmouth, Nouvelle-Écosse. Elle est élevée dans le comté de Lamont, au nord-est d'Edmonton. 
Elle détient un baccalauréat en science politique et anglais de l'Université de l'Alberta. Elle travaille comme fonctionnaire pour le ministère de l'énergie de l'Alberta.
Son mari Shayne Saskiw (en) est l'ancien député pour Lac La Biche-Saint-Paul-Two Hills.

### Carrière politique
Shannon Stubbs est candidate dans deux élections provinciales et travaille pour Danielle Smith, chef du Parti Wildrose. Lors des élections fédérales canadiennes de 2015, Stubbs gagne facilement le siège de la circonscription de Lakeland pour le Parti conservateur du Canada.
Comme députée, elle est membre du Comité permanent des ressources naturelles du Chambre des communes. Elle soutient Andrew Scheer dans la course à la direction du Parti conservateur du Canada de 2017.
Elle appartient à la frange anti-avortement de son parti.